# داريل ديكي
داريل ديكي (بالإنجليزية: Daryl Dickey)‏ هو لاعب كرة قدم أمريكية أمريكي، ولد في 11 يونيو 1961 في غينزفيل في الولايات المتحدة.